# Nacionalidad surcoreana
La ley de nacionalidad de Corea del Sur define quién es un ciudadano surcoreano, así como los procedimientos por los que se puede naturalizar a la ciudadanía surcoreana o renunciar a ella.

## Adquisición de la nacionalidad
La nacionalidad surcoreana se adquiere automáticamente de varias maneras:
- Naciendo de un padre o madre surcoreanos después del 13 de junio de 1998, o de un padre surcoreano antes de esa fecha.
- Por haber nacido en Corea del Sur de padres apátridas, o haber sido encontrado abandonado en el territorio de Corea del Sur cuando era niño.
- Por ser reconocido por un padre nacional surcoreano cuando todavía es menor de edad (menos de 20 años).
- Cumpliendo los requisitos para la naturalización.
- Un menor (menor de 20 años de edad) puede solicitar la naturalización con un padre extranjero.[3]
- Los nacidos de madre surcoreana y padre extranjero entre el 13 de junio de 1978 y el 13 de junio de 1998, pudieron solicitar la nacionalidad coreana hasta el 31 de diciembre de 2004, mediante notificación. (A diferencia de la naturalización, no había requisitos de residencia ni era necesario presentar la solicitud desde dentro de Corea del Sur). Esto se conoce como el artículo 7 de las adiciones (Casos especiales de adquisición de la nacionalidad para personas de línea materna por adopción de Jus Sanguinis a ambas líneas de padres). Los que no lo soliciten en el plazo establecido podrán seguir adquiriendo la nacionalidad surcoreana al solicitar la naturalización especial.

En virtud de la Constitución de Corea del Sur, los ciudadanos de Corea del Norte también son reconocidos como ciudadanos de Corea del Sur. Sin embargo, en la práctica, es necesario realizar una evaluación formal que requiere una prueba documental de la nacionalidad norcoreana.Además, los ciudadanos norcoreanos no tienen protección automática de Corea del Sur, ya que los que tienen antecedentes penales no son aceptados como ciudadanos surcoreanos.

## Diáspora surcoreana

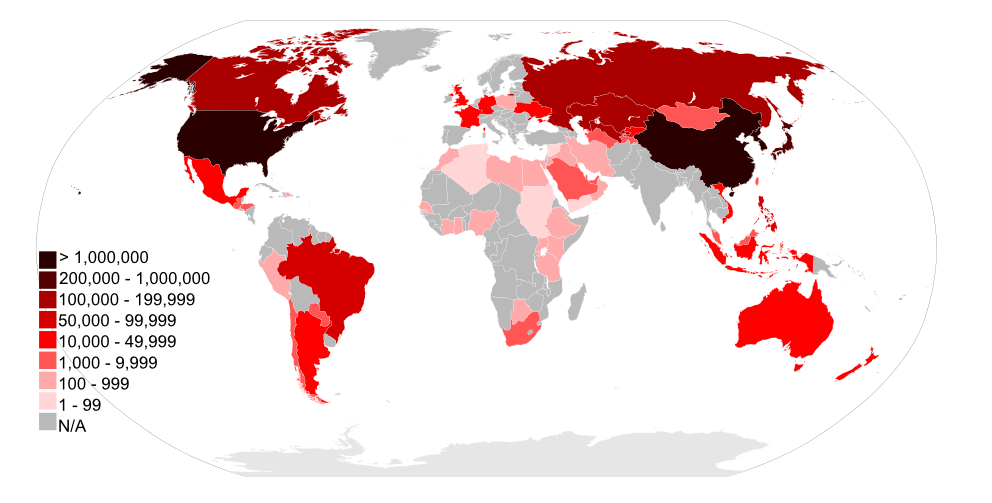
Diáspora coreana.

Independientemente de la Ley de Nacionalidad, la Ley de Coreanos en el Extranjero define el término "coreano en el extranjero" como referido a los ciudadanos surcoreanos que residen en el extranjero, así como a los "coreanos con nacionalidad extranjera". Este último grupo está compuesto por ex nacionales surcoreanos que renunciaron a su nacionalidad surcoreana (pero salvo los que lo hicieron para evadir deliberadamente el servicio militar, al menos hasta los 36 años) e hijos y nietos de ex nacionales surcoreanos.
Es importante señalar que no todos los descendientes de un surcoreano pueden ser considerados como "coreanos de ultramar" o "coreanos con nacionalidad extranjera" en virtud de esta ley. Por ejemplo, un hombre de 25 años que nació como ciudadano surcoreano en el extranjero pero cuyo nacimiento no fue declarado no tendrá documentación que demuestre su condición de ex ciudadano surcoreano, y solo podrá obtener la condición de coreano en el extranjero si uno de sus padres o abuelos ha renunciado a la nacionalidad surcoreana. Asimismo, los que están comprendidos en el artículo 7 de las adiciones (Casos especiales de adquisición de la nacionalidad para personas de línea materna por adopción de Jus Sanguinis a ambas líneas de padres) pero no adquirieron la nacionalidad surcoreana no pueden obtener la condición de coreanos en el extranjero a menos que la madre o el abuelo materno hayan perdido la nacionalidad surcoreana.
Los coreanos en el Japón que tienen nacionalidad surcoreana y residencia permanente en el Japón no tienen un número de registro de residente y no pueden solicitar un nuevo pasaporte a una embajada de Corea del Sur mientras estén fuera del Japón.

## Naturalización
Hay tres tipos de naturalización en la legislación de Corea del Sur:
1. Naturalización general
Un solicitante:[9]
  - Debe haber tenido domicilio en Corea del Sur durante más de cinco años continuos.
  - Debe ser un adulto legal (más de 20 años de edad).
  - Tener una buena conducta.
  - Debe tener la capacidad de mantenerse con sus propios bienes o habilidades, o ser un miembro dependiente de una familia capaz de hacerlo.
  - Debe tener los conocimientos básicos propios de un ciudadano surcoreano, como la comprensión del idioma, las costumbres y la cultura coreanas.
2. Naturalización simple
Un solicitante:[10]
  - Debe ser legalmente adulto (más de 20 años de edad).
  - Tener una buena conducta.
  - Debe tener la capacidad de mantener una vida basada en sus propios bienes o habilidades, o ser un miembro dependiente de una familia capaz de ello.
  - Debe tener los conocimientos básicos propios de un ciudadano surcoreano, como la comprensión del idioma, las costumbres y la cultura coreanas.
  - Debe haber tenido domicilio en Corea del Sur durante más de tres años consecutivos.
  - Ser cualquiera de los cuatro:
    - Aquellos cuyos padres hayan sido ciudadanos surcoreanos en el pasado, pero que desde entonces lo hayan abandonado por una nacionalidad extranjera.
    - Nacido en Corea del Sur, cuyo padre o madre también nació en Corea del Sur.
    - Hijos adoptivos de un ciudadano surcoreano, que era mayor de edad según el derecho civil coreano en el momento de la adopción.
    - Cónyuge extranjero de un nacional de Corea del Sur que durante los últimos dos o más años consecutivos haya mantenido el estado civil con el cónyuge y haya conservado la residencia en Corea, o durante los últimos tres o más años consecutivos haya mantenido el estado civil y haya pasado más de un año en Corea
3. Naturalización especial

Hay muchas formas de naturalización especial, con diferentes requisitos. Sin embargo, los requisitos básicos son
- Tener una buena conducta.
- Debe tener los conocimientos básicos propios de un ciudadano surcoreano, como la comprensión del idioma, las costumbres y la cultura coreanas.
- Los extranjeros que tengan al menos un padre de nacionalidad surcoreana, excepto los niños adoptados después de que se hayan convertido en adultos de acuerdo con el derecho civil surcoreano.

## Viajes sin visa

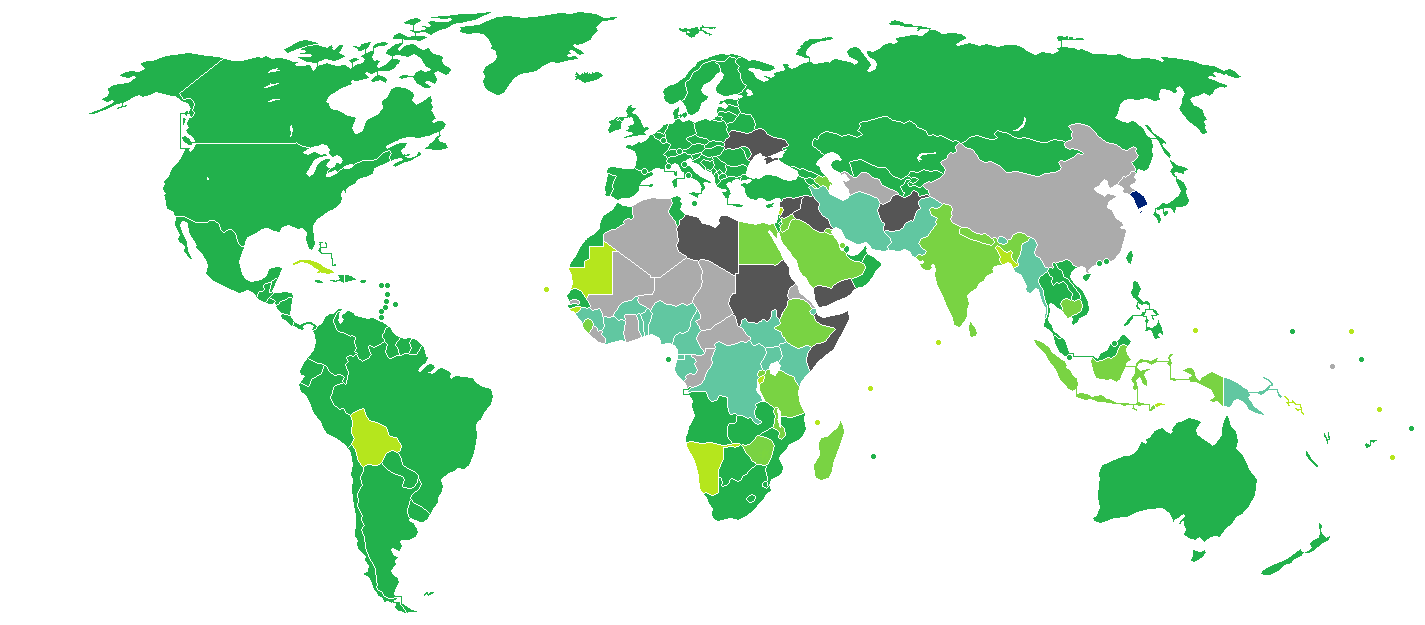
Requisitos de visado para los ciudadanos de Corea del Sur

Los requisitos de visado para los ciudadanos de Corea del Sur son restricciones administrativas de entrada por parte de las autoridades de otros Estados a los ciudadanos de la República de Corea. En 2020, los ciudadanos de Corea del Sur tienen acceso sin visado o con visado a su llegada a 189 países y territorios, lo que sitúa al pasaporte surcoreano en el tercer lugar del mundo según el índice de restricciones de visado.

## Doble ciudadanía

### Política actual
En 2010, el Gobierno de Corea del Sur legalizó la doble nacionalidad para algunos surcoreanos que han adquirido otra nacionalidad/ciudadanía, así como para los extranjeros que vivieron en Corea del Sur durante cinco años (dos años si están casados con un surcoreano).
El 21 de abril de 2010 se aprobó una ley de nacionalidad revisada, por la Asamblea Nacional de Corea del Sur y en vigor desde el 1 de enero de 2011, concedió la doble nacionalidad a un número limitado de personas.
Estas personas incluyen:
- Los surcoreanos con múltiples nacionalidades preexistentes que hayan jurado su intención de no ejercer su nacionalidad extranjera en Corea del Sur. (Según el artículo 39 del capítulo II de la Constitución de Corea del Sur, los ciudadanos varones tendrán el deber de la defensa nacional en las condiciones prescritas por la ley).[16] +
- Matrimonios de emigrantes extranjeros.
- Los extranjeros de talento sobresaliente que se naturalizan como surcoreanos.
- Personas a las que se les reincorpora la ciudadanía surcoreana al cumplir ciertos requisitos.
- Los extranjeros que estén casados con surcoreanos y hayan adquirido la nacionalidad coreana a partir del 2 de julio de 2010, o más tarde.
- Niños nacidos en Corea del Sur o en el extranjero con un progenitor surcoreano.
- Los extranjeros que adquirieron la ciudadanía surcoreana a través del matrimonio.
- Extranjeros con un talento excepcional.
- Extranjeros con una importante contribución a Corea del Sur
- "Coreanos de ultramar" de al menos 65 años de edad
- Adoptados de Corea del Sur en el extranjero

Sin embargo, la cláusula de "extranjeros por matrimonio" no se aplica a países como los Estados Unidos, Canadá o cualquier otro país en el que la ciudadanía no dependa inmediatamente del matrimonio. La mayoría de los países exigen que la persona solicite la ciudadanía, incluso después del matrimonio. Esta forma de adquisición de la ciudadanía se interpreta como un deseo de renunciar a su equivalente coreano. Como resultado, Corea del Sur técnicamente permite la doble ciudadanía para aquellos cuya condición de doble ciudadano no es de su propia voluntad. Por ejemplo, la ciudadanía por derecho de nacimiento entraría en la categoría de "surcoreanos con múltiples nacionalidades preexistentes".
Existen disposiciones transitorias para los que entran en la primera categoría pero que ya habían perdido una nacionalidad.
- Los que no pudieron elegir y perdieron automáticamente la nacionalidad surcoreana pueden solicitar que se les restituya antes del 4 de mayo de 2012.[15]
- Los que eligen la nacionalidad surcoreana tienen hasta 2016 para readquirir su nacionalidad extranjera.[15]

A partir de diciembre de 2010, solo se puede presentar una solicitud de doble nacionalidad dentro de la República de Corea y se requiere que el solicitante sea titular de un visado de la serie F. Normalmente se trataría de un visado F-5 (residencia permanente) o un visado F-4 (para ex nacionales coreanos y sus descendientes, incluidos los coreanos adoptados) o un visado F-2 o F-6 (para los cónyuges de nacionales coreanos). En el caso de los adoptados surcoreanos que viven en el extranjero (por ejemplo, en los Estados Unidos), la solicitud para restablecer la ciudadanía coreana y obtener así la doble nacionalidad, solo se hará mientras vivan en la República de Corea.
Titulares de doble ciudadanía:
- Debe informar al gobierno de Corea del Sur dentro de los seis meses siguientes a la adquisición de la ciudadanía de otro país y seguir la Ley de Nacionalidad. De lo contrario, perderá automáticamente su ciudadanía coreana.
- No puede tener trabajos relacionados con el gobierno o la seguridad nacional. Debe renunciar a su ciudadanía extranjera antes de trabajar como funcionario del gobierno.

## Historia
La primera ley de nacionalidad de Corea del Sur, la Ley N.º 16, fue promulgada por la primera Asamblea Constituyente y entró en vigor el 20 de diciembre de 1948. La enmienda total más reciente de la ley, la Ley N.º 8435, fue promulgada por la 17.ª Asamblea Nacional y entró en vigor el 17 de mayo de 2007
Antes de 2011, el gobierno de Corea del Sur, no permitía la doble nacionalidad después de los 21 años. Los coreanos con doble ciudadanía bajo la ley surcoreana que trabajan o estudian en Corea del Sur estaban legalmente obligados por Corea del Sur a elegir una u otra ciudadanía poco después de cumplir esa edad.
Además, los hombres surcoreanos mayores de 18 años, incluidos los nacidos en el extranjero de un progenitor con ciudadanía surcoreana, estaban sujetos al servicio militar obligatorio en las fuerzas armadas surcoreanas. En virtud de una ley en vigor desde 2005, no se podía permitir que un hombre con doble nacionalidad abandonara su ciudadanía surcoreana hasta que terminara el servicio militar o hasta que hubiera recibido una exención especial del servicio militar. En varios casos, hombres estadounidenses de ascendencia surcoreana habían sido reclutados en el ejército surcoreano al visitar el país, a pesar de no haber estado nunca en Corea del Sur.
Al menos dos de los casos mencionados se referían a personas cuyos nombres se habían registrado, sin su conocimiento, en el Hoju, el Registro del Censo Familiar de Corea del Sur, que no elimina automáticamente los nombres de los antiguos ciudadanos surcoreanos.